# 食虫植物 (曲)
「食虫植物」（しょくちゅうしょくぶつ）は、2020年1月3日にYouTubeで公開されたバーチャルシンガー理芽の楽曲である。2作目のオリジナル楽曲であり、理芽の代表曲とされる。楽曲の制作は笹川真生による。
2020年8月12日に配信シングルとしてリリースされた。2021年7月21日には理芽 1st Album『NEW ROMANCER』に収録された。
ミュージックビデオは2020年にバーチャルYouTuber（VTuber）の動画で唯一2000万再生を超え、最も再生された動画であった。また2022年当時、VTuberによる楽曲で史上最も再生された楽曲であった。

## 概要
作詞・作曲・編曲はいずれも笹川真生による。ミックスおよびマスタリングは南石聡巳 (duskline recording studio) が行っている。ミュージックビデオの制作は大野悟、CGはSymano、タイポグラフィはZUMAによる。
笹川は本楽曲について、もともとは自分の曲として、理芽と出会う以前に作った曲であったと語っている。理芽初のオリジナル曲「ユーエンミー」を作る2年ほど前であった。しかし、その際は「自分で歌うのは何か違うな」と思い、放置していた曲であった。その後、理芽と作品を作るようになってからしばらくして思い出し、最後まで仕上げて歌ってもらったら、「これでよかった」と感じたというエピソードを語っている。
イントロは鍵盤の硬い音色から始まる。ドラムビートのすぐ後から、「食べなくちゃ 食べなくちゃ／嫌なこと忘れさせて？」と歌い始められる。本楽曲の歌詞には、愛と憎しみに揺れ動く心象、底なしなまでの求愛、強すぎる自己愛、そこから転じて引き起こされる自己嫌悪感と渇望が描かれているとされる。

## ライブでの演奏
理芽の代表曲として、ライブやイベントでもたびたび演奏されている。2021年に開催された理芽 1st ONE-MAN LIVE「NEUROMANCE」での映像はYouTube上で公開されている。
| 開催日         | 公演タイトル                                                                    | アーティスト    |
| -------------- | ------------------------------------------------------------------------------- | --------------- |
| 2020年12月20日 | 理芽 STREAMING COVER LIVE「チョコレートライブ」                                 | 理芽 feat. 花譜 |
| 2021年1月31日  | VTuber Fes Japan 2021                                                           | 理芽            |
| 2021年3月13日  | 花譜 2nd ONE-MAN LIVE「不可解弐Q2」                                             | 花譜 feat. 理芽 |
| 2021年4月3日   | V-Carnival                                                                      | 理芽            |
| 2021年5月15日  | 理芽 1st ONE-MAN LIVE「NEUROMANCE」                                             | 理芽            |
| 2021年6月12日  | 花譜 2nd ONE-MAN LIVE「不可解弐REBUILDING」「不可解弐Q2:RE -世界線は分岐する-」 | 花譜 feat. 理芽 |
| 2022年4月15日  | V.W.P 1st ONE-MAN LIVE「現象」「魔女集会」                                      | 理芽            |
| 2022年6月25日  | PROTOTYPING OSAKA PROJECT presents「IMAGINARY WORLD」                           | 理芽            |
| 2022年7月17日  | 理芽×ヰ世界情緒 TWO-MAN LIVE「Singularity Live」                                | 理芽            |
| 2023年5月27日  | MUSIC VERSE LIVE #2                                                             | 理芽            |
| 2023年8月31日  | バズリズム LIVE V 2023                                                          | 理芽            |
| 2023年10月14日 | J-WAVE INNOVATION WORLD FESTA 2023                                              | 理芽            |
| 2023年12月16日 | SINKA LIVE SERIES EP. Ⅳ 理芽 2nd ONE-MAN LIVE「NEUROMANCE II -神椿市壱番街-」   | 理芽            |
| 2024年6月9日   | MUSIC VERSE Fes.                                                                | 理芽            |
| 2024年8月8日   | KAMITSUBAKI FES '24 THE DAY THE EARTH STOOD STILL                               | 理芽            |
| 2024年9月14日  | 花譜×理芽「Singularity Live Vol.3」                                             | 理芽            |
| 2024年9月15日  | 理芽 3rd ONE-MAN LIVE「NEUROMANCE III」                                         | 理芽            |

また、同じグループV.W.Pのメンバーである春猿火により、2023年8月6日に開催されたカバーライブ「シュークリームライブ3」でカバーされている。

## 反響と評価
2020年1月の公開当初は特別反響の多い曲ではなかったが、7月21日に TikTok へ投稿したところ、それをきっかけにバイラルヒットした。そのため、音楽ナタリー編集部の橋本尚平により、同じくTikTokで流行した瑛人「香水」に喩えられている。2020年8月時点で、TikTok上では本楽曲を使った動画が16,000個以上アップされ、数千万再生されたと推定されている。
TikTok でのヒットに伴い、YouTubeの再生回数も大きく増加した。TikTok 投稿前は YouTube 再生数は20万回程度であったが、2020年8月2日に理芽初となる100万再生を突破した。その後爆発的に再生数を伸ばし、5日後の8月7日には200万再生を突破、8月12日には270万再生を記録した。YouTube 再生数は8月中に1000万再生、9月に1500万再生、10月に2000万再生を突破し、年末の12月28日時点で2347万5215回であった。2021年7月で3000万再生を上回り、2022年3月には3500万再生、2023年8月当時で4300万再生を突破していた。2024年9月には約4790万再生され、Spotifyでも1200万回再生を超えていた。2025年5月現在、4990万再生を超えている。
ライターの草野虹は、本楽曲の理芽の歌声について、力なくほのかに揺らめくようなフィーリングを聴くものに与える、と評している。加えて、「こんな感情を抱いてはいけない」という良心や道徳を聴くもの全員に抱かせる、唯一のガイディングライト（人を導く光）として存在している、と表現している。
VTuber楽曲大賞2020では、楽曲部門10位となった。個人勢バーチャルYouTuberであるワニのヤカは、2020年のグラミー賞にノミネートされたマデオンやケイトラナダ、Disclosure、またビリー・アイリッシュなどの人気を指摘し、日本にはそういう音楽のヒットはまだないと日本の音楽業界について述べたうえで、本楽曲はビリー・アイリッシュ的な歪み具合とローを有し、少ない楽器でシンプルに作られた楽曲であると評している。そして本楽曲がヒットしたことで、「ああ、やっとこういう音楽が聴いてもらえる」と思えて感謝している、と楽曲制作側からの感想を述べた。

## 笹川真生によるセルフカバー
2022年1月26日には、作詞・作曲を行った笹川真生がセルフカバーを行い、配信シングルとしてリリースした。同日、YouTube上でミュージックビデオも公開された。シングルのジャケットアートワークも笹川自身による。
セルフカバーにあたって、大きくリアレンジして再構築された。オリジナルとは似ても似つかない雰囲気に仕上がっていると紹介された。
ミュージックビデオはCG・アニメクリエイターのVtuber蟹（空想料理店 蟹）がディレクションした。また、ベースは田中雄大 (ユアネス)、ドラムは嶋英治、キーボードとコーラスは澤田千冬、ミックスは池田洋 (hmc studio)、マスタリングは木村健太郎 (kimken studio) 、ドラムテクニシャンは佐藤謙介が担当した。
2023年3月17日にリリースされた2nd Album『サニーサイドへようこそ』にも収録された。